# Pink Friday: Roman Reloaded
Pink Friday: Roman Reloaded é o segundo álbum de estúdio da rapper e compositora trinidiana Nicki Minaj, lançado em 2 de abril de 2012 pela Young Money Entertainment, Cash Money Records e Universal Republic Records. O álbum é o segundo da série Pink Friday, com seu título sendo anunciado em 22 de novembro de 2011 pela própria rapper em sua conta oficial no Twitter. Segundo Minaj, o conceito do álbum é seu alter-ego Roman Zolanski, declarando: "Roman vai ser raro na sua forma e tempo. Sabem porquê? Porque ele já não quer saber. Ele percebeu que é o centro que importa mais. Ele já não pode ser censurado". O produtor Kane Beatz (que também produziu seu álbum anterior) produziu o material.
"Roman in Moscow" foi lançado como o primeiro single promocional do álbum, estreando no número 64 da parada musical norte-americana Billboard Hot 100, na posição 84 da parada britânica UK Singles Chart e 22 da parada de R&B, já no Canadá chegou a posição 88. "Stupid Hoe" foi lançada como o segundo single promocional, estreando na octagésima primeira posição da parada americana Hot 100. O primeiro single oficial foi "Starships",  lançado em 13 de fevereiro de 2012 no iTunes Store, alcançando a posição cinco na Hot 100. "Right by My Side" foi distribuída em 27 de março do mesmo ano como o segundo single oficial e "Roman Reloaded" como o terceiro single promocional. "Pound the Alarm" foi confirmada como a terceira canção oficial para promover o disco.O álbum debutou em #1 nos primeiros minutos mas depois voltou para segunda posição no Hot 200
Pink Friday: Roman Reloaded  foi relançado em novembro de 2012 como Pink Friday: Roman Reloaded – The Re-Up. "The Boys" foi lançada nas lojas do iTunes como o primeiro single do relançamento, e como o quarto do álbum, em 13 de setembro de 2012.

## Contexto e desenvolvimento
Em agosto de 2011, durante uma entrevista à MTV News, Minaj confirmou que não estava interessada em colaborar com ninguém para seu próximo álbum de estúdio e disse que a vibe do projeto iria girar em torno de algum de seus alter-egos. A cantora falou nos bastidores de turnê de Britney Spears Femme Fatale: "Eu não sei, não estou pensando em ninguém para colaboar para este segundo álbum (...) Roman... possivelmente. Mas eu nunca vou revelar todos os meus segredos". O presidente da Cash Money Records Brian "Birdman" Williams confirmou à Billboard que a rapper tinha voltado aos estúdios para gravar o segundo álbum e que este seria lançado no primeiro trimestre de 2012, mas que o primeiro single poderia sair ainda no corrente ano.
A outubro do mesmo ano, o produtor Kane Beatz, em entrevista ao Mixtape Daily, declarou que: "Ela [Nicki] acabou de começar, então ela está realmente pegando suas músicas e selecionando cada canção. Ela é realmente seletiva". O mesmo também disse: "Nicki vai ver todos os 'beats' antes de começar a escrever [as letras], então agora nós estamos apenas fazendo músicas juntos, e isso tem sido louco". Em 22 de Novembro de 2011, em comemoração a um ano do disco Pink Friday e ao fato de Nicki ter obtido sete milhões de seguidores no Twitter, escreveu: "Pink Friday: ROMAN RELOADED será lançado no dia dos namorados de 2012. Ele voltou (...) Não se chama Roman Reloaded. Se chama: PINK FRIDAY: ROMAN RELOADED (...)".
Em dezembro de 2011, surgiram rumores que o rapper estadunidense Lil Wayne e a cantora pop Britney Spears poderiam fazer participações no álbum. Spears e Minaj colaboraram em um remix oficial da canção "Till the World Ends" e a rapper fez os shows de abertura da Femme Fatale Tour no território da América do Norte. Enquanto que Wayne é responsável pela descoberta de Nicki e os dois já trabalharam juntos em canções para os álbuns I Am Not a Human Being (2010) e Rebirth (2010).
Com o passar do tempo, foi confirmada a presença de Swizz Beatz, T-Minus, The Neptunes, Timbaland e da equipe Stargate na produção do álbum. Alguns destes já haviam trabalhado com Minaj em outras ocasiões, a exemplo de Swizz Beatz que produziu as músicas Here I Am, Roman's Revenge, Wave Ya Hand e Catch Me para o álbum de estúdio de estréia da cantora, Pink Friday no ano de 2010. StreetRunner e Sarom também trabalharam na produção deste álbum. Outros produtores que foram confirmados são: RedOne, Rico Beats, David Guetta e Oak.
A artista adiou a data do lançamento do álbum para 3 de abril. A nova data de lançamento foi anunciada por ela via Facebook em 20 de Fevereiro. Após o anúncio, duas outras músicas foram divulgadas: Roman Holiday e Va Va Voom, ambas compostas por Minaj. Outra faixa confirmada foi a colaboração com o DJ francês David Guetta, a canção "Turn Me On" (esta que alcançou o pico na 4ª posição da Billboard Hot 100). Também foi confirmado que o trabalho completo vai incluir 22 faixas.

## Capa e conceito
"Não vou dividir meu álbum baseando-me em porcentagens de rap e canto. Trata-se de música incrível, música que eu criei e que me diverti fazendo. [O álbum] será muito livre e divertido. Acho que, quando você ouvir o álbum, você vai sentir que não existem limites. Talvez essa seja a melhor maneira de explicar para que você entenda. O álbum simplesmente não tem limites. Ele não pode ser categorizado"

— Nicki Minaj comentando sobre os gêneros musicais do álbum.
A capa foi divulgada pela rapper em 1 de março de 2012, enquanto que a capa da edição deluxe foi lançada em 8 de março, ambas pelo Twitter. O conceito geral do álbum inclui as facetas de Roman Zolanski, seu alter ego masculino. A capa padrão mostra Nicki com os cabelos loiros descabelados e o rosto pintado. O nome da artista se apresenta em letras maiúsculas. O título se apresenta em letras garrafais na cor rosa. Na capa deluxe, as palavras "Deluxe edition" se apresentam no topo da página e a imagem que se vê é de Minaj toda pintada, segurando os cabelos e embaixo, o título do álbum e o nome da artista. A arte foi comparada à capas de álbuns de Janet Jackson, Paula Abdul, Kelis e Lil Kim.
Minaj acredita que "Pink Friday: Roman Reloaded" não pode ser categorizado por gêneros musicais. Em uma entrevista à revista Vibe, a artista confirmou que o álbum não iria ser rap ou pop: "Sabe, não posso classificar meu álbum como as pessoas normais como você fazem e dizem: 'isto é rap e isto é pop.' Não existe rap ou pop para mim. É Nicki Minaj. É um conjunto de coisas incríveis. Você vai perceber. Não gosto dos rótulos porque, às vezes, por causa de uma palavra ou um rótulo, pode-se dar um enfoque negativo às coisas."

## Recepção

### Resposta da crítica
| Críticas profissionais | Críticas profissionais |
| Pontuações agregadas   | Pontuações agregadas   |
| Fonte                  | Avaliação              |
| ---------------------- | ---------------------- |
| Metacritic             | 60/100                 |
| Avaliações da crítica  |                        |
| Fonte                  | Avaliação              |
| Allmusic               | [ 21 ]                 |
| Entertainment Weekly   | (B)                    |
| The Guardian           | [ 23 ]                 |
| The Independent        | [ 24 ]                 |
| Los Angeles Times      | [ 25 ]                 |
| NME                    | 5/10                   |
| Pitchfork Media        | 6.7/10                 |
| Rolling Stone          | [ 28 ]                 |
| Slant                  | [ 29 ]                 |
| Spin                   | 8/10                   |

Pink Friday: Roman Reloaded recebeu geralmente revisões mistas de críticos de música. No Metacritic, um site musical que atribui uma classificação normalizada de cem opiniões críticas, deu ao álbum uma média de pontuação de 60%, com base em 28 comentários, o que indica "geralmente opiniões mistas e médias". Embora ele tenha elogiado a sua primeira parte como "um parque de diversões para os amantes de produção", o editor David Jeffries do Allmusic criticou o "pop duvidoso" do álbum e chamou de "uma combinação frustrante, significativa e ignorada". Kyle Anderson, do Entertainment Weekly elogiou a sua "vivida "prog-rap bangers" mas visto que muitas faixas "deixam Minaj simplesmente trilhando no território de outras divas de rádio." Adam Fleischer da XXL escreveu que o álbum é "um álbum quase-conceitual que gira em torno de Roman, sem jamais explicitar o personagem; é também uma parte de álbum rap, uma parte de álbum pop, sem encontrar uma maneira de equilibrar perfeitamente as duas atividades." Randall Roberts do Los Angeles Times elogiou as suas "mínimas e saltitantes faixas de hip-hop" por destacar o "charme e concretização" de Minaj, mas escreveu que o álbum "cai de um penhasco" com "canções dance pop tão simples quanto genéricas", e, finalmente, chamou-lhe de "um incoerente lançamento, artisticamente confuso".
Billboard comentou que "Minaj investe mais tempo explorando sua identidade musical em 'Roman Reloaded' do que fazer um aperfeiçoamento, o que torna o som do álbum empanturrado e apressado." David Amidon de PopMatters acusou-a de "duplicar seus elementos caricatos" e criticou a sua primeira metade como "muito mal elaborado, com rap que aparece como pop" enquanto a segunda parte como "afetada, música pop inessencial". John Calvert do The Quietus descreveu o álbum como "pop pós-moderno em um estado esvaziado, sem sentido banal" e criticou seu alcance "conservador, animado, melodicamente com canções pop poderosas" como tendo "absolutamente nada a ver com a arte de Minaj". Kitty Empire do The Observer criticou o seu final pop como "uma tentativa agressiva para o território Gaga." A Slant Magazine, pelo editor Matthew Cole criticou como um "álbum de rap medíocre" e escreveu sobre o desempenho de Minaj: "Quando ela não está rapping, Minaj não transmite personalidade". Emily Mackay da NME comentou que o álbum "mostra um domínio de variação, com certeza, mas parece tão desigual que não é apenas desconcertante" acrescentando que "Não é excêntrico, e existem malucos para o bem dela".
No entanto, Al Fox do BBC Music elogiou a direção do álbum e escreveu que "desdobra uma mistura de gêneros imensuráveis e inspirações, todos fundidos em uma bolha de diamante incrustada de uma futurista, é a sulista do hip-hop. A energia é palpável, o ritmo raramente diminui, e personalidade permeia ao longo". O escritor da Rolling Stone, Jody Rosen chamou de "álbum livre de qualidade mega-pop" e comentou que "a energia nunca sinaliza". Jessica Hopper da Spin elogiou os "rap de oferta" de Minaj como "quase impecáveis" e escreveu sobre a parte de faixas pop do álbum, "Sua potência artística se dissolve, e ela é outra diva bem astutamente peculiar". Tom Ewing do The Guardian elogiou suas "meia dúzia de faixas de formação de bolhas, sujas, com ideia presa no hip-hop", e escreveu em conclusão, "o registro é muito longo, terrivelmente inconsistente, e não faz nenhuma tentativa para casar com seus impulsos rap e pop. Mas isso não importa - no seu melhor, os estilos são casados de qualquer maneira por um frenesi particular, a sensação de que Minaj chega sem apagar ou engrenar". Genevieve Koski do The A.V. Club chamou o álbum de "um esforço grande de forma intermitente, mas finalmente a esmo que está minado por seus esforços para agradar a todos", escrevendo das faixas "Minaj-como-Roman", o álbum "de repente se transforma em puro, sem filtro Euro club-pop."

### Desempenho comercial
O álbum estreou no número um do UK Albums Chart e UK R&B Albums Chart. Pink Friday: Roman Reloaded é o primeiro álbum de uma artista feminina de rap no número um do gráfico do Reino Unido, com a primeira semana vendendo 47,462 cópias. O álbum também estreou no topo da Scottish Albums Chart. No Australian Albums Chart, Pink Friday: Roman Reloaded estreou ao número cinco e no Australian Urban Albums Chart que chegou à segunda posição. Na semana que terminou em 10 de abril, o álbum estreou no número um da Billboard 200 dos Estados Unidos, vendendo 253,000 cópias em sua primeira semana. Em 6 de junho de 2012, o álbum vendeu 508,100 mil cópias, sendo disco de ouro nos Estados Unidos.

## Singles
"Starships", uma canção dos gêneros eurodance, europop, eurohouse e hip-pop, foi lançado como o primeiro single oficial do álbum no programa On Air with Ryan Seacrest em 14 de fevereiro de 2012 e imediatamente posto à venda no iTunes Store. Chegou ao número 5 na principal parada dos Estados Unidos, na quinta colocação dos Rap Songs, na vigésima posição da Pop Songs e na quarta posição na parada oficial de singles no Japão, ambos gráficos publicados pela revista Billboard. A faixa liderou na Escócia e nas paradas urbanas da Austrália e Reino Unido. Tem Pound The Alarm como single também.
"Right by My Side" lançada como a segunda obra de promoção para o disco, do gênero R&B, foi disponibilizada em 27 de março de 2012 nas rádios norte-americanas, após vazar na internet. Resultando, antes mesmo de sua estreia em download digital, sua estreia na posição 40 do Hot R&B/Hip-Hop Songs, nos Estados Unidos.

## Promoção

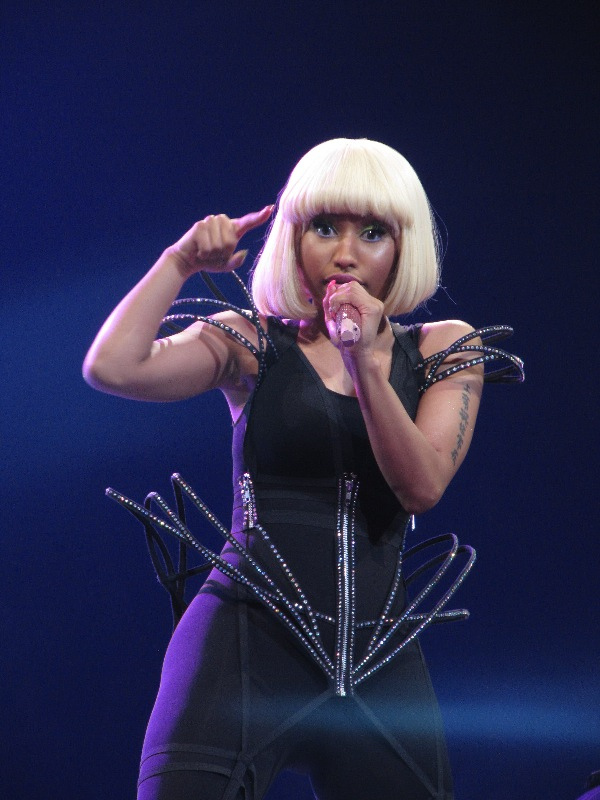
Nicki Minaj se apresentando na Femme Fatale Tour.

Singles promocionais ao longo de 2011 e inicio de 2012 foram lançados para promover o disco,  "Roman in Moscow" foi o primeiro, lançado em 2 de dezembro de 2011 pelo iTunes Store e pelo My Space da artista. O lançamento foi anunciado antecipadamente pelo presidente da gravadora da artista que especulou o lançamento para entre os dias 3 e 9 de dezembro. Estreou na colocação de número 64 da Billboard Hot 100 nos Estados Unidos, se transformando na nona canção solo da rapper a entrar na parada musical americana. Estreou no número 84 na parada da Official Charts Company no Reino Unido. Nicki confirmou um vídeo para a canção, mesmo não sendo oficializada single. "Stupid Hoe", o segundo disponibilizado pela artista, foi lançado em 20 de dezembro de 2011 e estreou na posição 81 da parada dos Estados Unidos, mais tarde conseguindo o pico de 59. Um vídeo da segunda canção foi lançado, o da primeira faixa, segundo a artista, foi gravado mas nunca lançado até então. Em 24 de fevereiro de 2012 "Roman Reloaded" foi lançado digitalmente como o terceiro single promocional. A parceria com o rapper Lil Wayne estreou na Hot 100 na 70ª posição, enquanto se posicionava na 66ª colocação da parada americana de single de R&B em sua primeira semana. No território inglês, estreou na 40ª posição da UK Singles Chart. A canção foi bem recebida pelos críticos, que elogiaram a produção e a colaboração de Wayne na gravação. Debutou na 51ª posição da Digital songs. Originalmente, a canção Va Va Voom seria distribuida como o terceiro single promocional, porém, a gravadora optou por lançar a parceria de Minaj e Wayne no lugar.
Minaj frequentou o 54º Grammy Awards no Staples Center em Los Angeles em 12 de fevereiro de 2012. Ela chegou na cerimônia de cabelos loiros compridos, vestida de vermelho e acompanhada de uma sósia do Papa Bento XVI. Na apresentação, a artista simulou um exorcismo onde ela estava possuída por seu alter-ego Roman Zolanski. Ela fez um medley das canções "Roman Holiday" e "Roman's Revenge". A liga católica desaprovou a apresentação. O presidente da Liga norte-americana, Bill Donahue disse: "Talvez a parte mais vulgar tenha sido a alusão sexual feita por uma dançarina minimamente vestida, sobre a qual um coroinha se ajoelhava em oração. Nada disso ocorreu por acidente. Tudo foi aprovado pela Academia, que organiza os Grammys. Se Minaj está possuída, isso é uma questão aberta, mas o que não gera dúvidas é a irresponsabilidade da Academia. Eles nunca permitiriam que um artista insultasse o judaísmo ou o islã."

### Marketing
Em 3 de abril de 2012, Minaj autografou um álbum que seria vendido a primeira pessoa que comprasse na loja Best Buy em Nova Iorque. HMV realizou uma competição para os fãs, onde 500 vencedores teria a chance de conhecer Minaj em 19 de abril de 2012, em uma de suas lojas em Bayswater, Londres, onde ela iria autografar os discos. A cantora também apareceu no The Graham Norton Show, que foi ao ar em 20 de abril de 2012.

### Pink Friday Tour
Para promoção de Pink Friday: Roman Reloaded, Minaj embarcou em sua turnê mundial , Pink Friday Tour que teve inicio em maio de 2012. A turnê composta por 45 datas de show, 22 na América do Norte, 4 na Ásia, 17 na Europa e 3 na Austrália. Enquanto promovia seu segundo álbum no Reino Unido, Minaj revelou as datas dos shows para as grandes cidades da Inglaterra. A cantora anunciou oficialmente a turnê através do twitter em 1 de maio de 2012 - apresentando o estágio semelhante Barbie Dreamhouse. Minaj afirmou que ela vai tocar em festivais de rádio ao ar livre em condução com arenas e teatros. Ela também menciona que a turnê vai ter uma  sensação "íntima muito grande". Laurieann Gibson será o diretor criativo e coreógrafo da turnê.

## Faixas
A lista de faixas da versão padrão e da versão Deluxe Edition foram divulgadas no site oficial de Minaj em 16 de março de 2012.
| Versão padrão  |                                               |                                                                                 |                                           |         |  |
| N.º            | Título                                        | Compositor(es)                                                                  | Produtor(es)                              | Duração |  |
| 1.             | "Roman Holiday"                               | Onika Maraj, Winston Thomas, Larry Nacht, Safaree Samuels                       | Blackout, Pink Friday Productions         | 4:05    |  |
| 2.             | "Come on a Cone"                              | Maraj, Chauncey Hollis                                                          | Hit-Boy                                   | 3:05    |  |
| 3.             | "I Am Your Leader" (com Cam'ron e Rick Ross)  | Maraj, Hollis, William Roberts II, Cameron Giles                                | Hit-Boy                                   | 3:33    |  |
| 4.             | "Beez in the Trap" (com 2 Chainz)             | Maraj, Maurice Jordan, Tauheed Epps                                             | Kenoe                                     | 4:28    |  |
| 5.             | "HOV Lane"                                    | Maraj, Ryan Marrone, Garrick Smith, Samuels                                     | Ryan & Smitty                             | 3:13    |  |
| 6.             | "Roman Reloaded" (com Lil Wayne)              | Maraj, Samuels, Dwayne Carter, Ricardo Lamarre                                  | Rico Beats, Pink Friday Productions       | 3:16    |  |
| 7.             | "Champion" (com Nas, Drake e Young Jeezy)     | Maraj, Tyler Williams, Nikhil Seethram, Aubrey Graham, Jay Jenkins, Nasir Jones | T-Minus, Seethram*                        | 5:09    |  |
| 8.             | "Right by My Side" (com Chris Brown)          | Maraj, Andrew Wansel, Warren Felder, Ester Dean, J. Roberts, R. Colson          | Andrew "Pop" Wansel, Oak, Flippal23*      | 4:25    |  |
| 9.             | "Sex in the Lounge" (com Lil Wayne e Bobby V) | Maraj, E. Wilson, M. Hall, Dwayne Carter, Bobby Wilson, Safaree Samuels         | M.E. Productions, Pink Friday Productions | 3:27    |  |
| 10.            | "Starships"                                   | Maraj, Nadir Khayat, Carl Falk, Rami Yacoub, Wayne Hector                       | RedOne, Rami, Falk                        | 3:30    |  |
| 11.            | "Pound the Alarm"                             | Maraj, Khayat, Falk, Yacoub, Bilal Hajji, Achraf Jannusi                        | RedOne, Falk, Rami                        | 3:25    |  |
| 12.            | "Whip It"                                     | Maraj, Khayat, Alex Papaconstantinou, B. Djupstom, Hajji, Hector                | RedOne, Alex P                            | 3:15    |  |
| 13.            | "Automatic"                                   | Maraj, Khayat, J. Thornfeldt, G. Sandell                                        | RedOne, Jimmy Joker                       | 3:18    |  |
| 14.            | "Beautiful Sinner"                            | Maraj, Alexander Grant, Ester Dean                                              | Alex Da Kid                               | 3:47    |  |
| 15.            | "Marilyn Monroe"                              | Maraj, Daniel James, Leah Haywood, R. Golan, Jonathan Rotem                     | J. R. Rotem, Dreamlab*                    | 3:16    |  |
| 16.            | "Young Forever"                               | Maraj, Lukadz Gottwald, K. Sheehan, Henry Walter                                | Dr. Luke, Cirkut                          | 3:06    |  |
| 17.            | "Fire Burns"                                  | Maraj, Wansel, Felder                                                           | Wansel, Oak                               | 2:59    |  |
| 18.            | "Gun Shot" (com Beenie Man)                   | Maraj, Daniel Johnson, Moses Davis, C. Grossett                                 | Kane Beatz                                | 4:39    |  |
| 19.            | "Stupid Hoe"                                  | Maraj, Tina Dunham, Samuels                                                     | DJ Diamond Kuts, Pink Friday Productions  | 3:16    |  |
| Duração total: | Duração total:                                | Duração total:                                                                  | Duração total:                            | 68:59   |  |

| Deluxe Edition |                                 |                                                  |                                |         |  |
| N.º            | Título                          | Compositor(es)                                   | Produtor(es)                   | Duração |  |
| 20.            | "Turn Me On" (com David Guetta) | Maraj, Guetta, Ester Dean, Giorgio Tuinfort      | Guetta                         | 3:19    |  |
| 21.            | "Va Va Voom"                    | Maraj, Gottwald, Allan Grigg, Max Martin, Walter | Dr. Luke, Kool Kojak, Cirkut   | 3:03    |  |
| 22.            | "Masquerade"                    | Maraj, Gottwald, Benjamin Levin, Martin, Walter  | Dr. Luke, Benny Blanco, Cirkut | 3:48    |  |
| Duração total: | Duração total:                  | Duração total:                                   | Duração total:                 | 79:09   |  |

| Faixa bônus da iTunes Store |                                                             |                                 |                |         |  |
| N.º                         | Título                                                      | Compositor(es)                  | Produtor(es)   | Duração |  |
| 23.                         | "Press Conference" (com Charlemagne e Safaree "SB" Samuels) | Maraj, Samuels, Lenard Mckelvey |                | 21:03   |  |
| Duração total:              | Duração total:                                              | Duração total:                  | Duração total: | 79:09   |  |

Nota: Todos os produtores com (*) são denotados como co-produtores.

## Desempenho nas paradas
| Paradas (2012)                                | Maior posição |
| --------------------------------------------- | ------------- |
| Austrália - Australian Albums Chart           | 5             |
| Austrália - Australian Urban Albums Chart     | 2             |
| Bélgica - Belgian Albums Chart (Flanders)     | 23            |
| Bélgica - Belgian Albums Chart (Wallonia)     | 28            |
| Canadá - Billboard Canadian Albums            | 1             |
| Escócia - Scottish Albums Chart               | 1             |
| Estados Unidos - Billboard 200                | 1             |
| Estados Unidos - Billboard R&B/Hip-Hop Albums | 1             |
| Estados Unidos - Rap Albums                   | 1             |
| França - France Albums Chart                  | 19            |
| Irlanda - Irish Albums Chart                  | 2             |
| Nova Zelândia - New Zealand Albums Chart      | 3             |
| Países Baixos - Dutch Albums Chart            | 24            |
| Reino Unido - UK Albums Chart                 | 1             |
| Reino Unido - UK R&B Albums Chart             | 1             |
| Suíça - Swiss Albums Chart                    | 29            |

| Região         | Certificador | Certificação (limiares de vendas)          | Vendas    | Referência(s) |
| -------------- | ------------ | ------------------------------------------ | --------- | ------------- |
| Estados Unidos | RIAA         | Ficheiro:Platina tripla.svg Platina tripla | 3 milhões | [ 88 ]        |
| Austrália      | ARIA         | Ouro                                       | 35 mil    | [ 89 ]        |
| Irlanda        | IRMA         | Platina                                    | 15 mil    | [ 90 ]        |
| Japão          | RIAJ         | Ouro                                       | 100 mil   | [ 91 ]        |
| Reino Unido    | BPI          | Ouro                                       | 100 mil   | [ 92 ]        |

## Histórico de lançamento
| País  | Data               | Formato              | Gravadora   |
| ----- | ------------------ | -------------------- | ----------- |
| Mundo | 3 de abril de 2012 | CD, download digital | Young Money |